# 12 Геркулеса
12 Геркулеса (лат. 12 Herculis), HD 146169 — одиночная звезда в созвездии Геркулеса на расстоянии приблизительно 688 световых лет (около 211 парсек) от Солнца. Видимая звёздная величина звезды — +6,585m.

## Характеристики
12 Геркулеса — оранжевый гигант спектрального класса K4, или K0. Масса — около 3,053 солнечных, радиус — около 21,224 солнечных, светимость — около 143,994 солнечных. Эффективная температура — около 4487 K.

## Планетная система
В 2019 году учёными, анализирующими данные проектов HIPPARCOS и Gaia, у звезды обнаружена планета.